# 1887
| 1887                                          |
| --------------------------------------------- |
| Dødsfald - Fødsler                            |
| • Begivenheder • Litteratur • Politik • Sport |

| Gregoriansk kalender | 1887 MDCCCLXXXVII       |
| Ab urbe condita      | 2640                    |
| Armensk kalender     | 1336 ԹՎ ՌՅԼԶ            |
| Kinesiske kalender   | 4583 – 4584 丙戌 – 丁亥 |
| Etiopisk kalender    | 1879 – 1880             |
| Jødisk kalender      | 5647 – 5648             |
| Hindukalendere       |                         |
| - Vikram Samvat      | 1942 – 1943             |
| - Shaka Samvat       | 1809 – 1810             |
| - Kali Yuga          | 4988 – 4989             |
| Iransk kalender      | 1265 – 1266             |
| Islamisk kalender    | 1305 – 1306             |

Konge i Danmark: Christian 9. 1863-1906
Se også 1887 (tal)

## Begivenheder

### Marts
- 6. marts - Portugal afholder parlamentsvalg

### April
- 4. april - Susanna Salter, verdens første kvindelige borgmester, vælges i Argonia i Kansas i USA

### Maj
- 23. maj - de franske kronjuveler sælger for 6 millioner francs (og det var mange penge den gang)

### Juni
- 21. juni - Droning Victoria kan holde 50 års jubilæum på tronen

### Juli
- 12. juli – Odense Boldklub stiftes under navnet Odense Criketklub

### September
- 7. september - Dronning Louises Bro åbnes for færdsel
- 17. september - indvielse af Den Engelske Kirke

### Udateret
- Plansproget Esperanto opfindes af L.L. Zamenhof
- Wilhelm Hellesen opfinder tørelementbatteriet.

## Født
- 1. januar – Wilhelm Canaris, tysk admiral (død 1945).
- 3. marts – Jan Petersen, norsk arkæolog og forfatter (død (1967).
- 30. maj – Emil Reesen, dansk komponist og dirigent (død 1964).
- 25. juni – George Abbott, amerikansk dramatiker (død 1995).
- 3. juli - Elith Pio, dansk skuespiller (død 1983).
- 7. juli – Marc Chagall, russisk billedkunstner (død 1985).
- 21. september – Peter Malberg, dansk skuespiller (død 1965).
- 24. september – Svend Dahl, dansk rigsbibliotekar (død 1963).
- 2. oktober – Violet Jessop, irsk-argentinsk sygeplejerske og stewardesse (død 1971).
- 4. oktober – Francis Bull, norsk litteraturhistoriker mm. (død 1974).
- 17. november – Bernard Law Montgomery, britisk general og feltmarskal (død 1976).
- 23. november – Boris Karloff, engelsk skuespiller (død 1969).
- 28. november - Ernst Röhm, tysk officer og chef i SA (død 1934).
- 1. december – Axel Poulsen, dansk billedhugger (død 1972).
- 12. december – Aage Fønss, dansk skuespiller (død 1976).

## Dødsfald
- 30. april – J.C. Jacobsen, dansk brygger og mæcen (født 1811).

## Billeder
- Et alvorligt ord, Familie Journal 23. januar 1887.